# Beneficie
Een beneficie (van: bene = goed, en ficere = doen) is een begrip uit het middeleeuwse leenrecht waarbij een grootgrondbezitter een gunst aan iemand verleende in ruil voor diensten als militaire bijstand, het bewerken van de grond, of het besturen van de bewoners.  De betekenis werd zowel in het wereldlijke als in het kerkelijke recht gebruikt.

## Wereldlijk recht
Ten tijde van het Frankische Rijk kwam ook in de Lage Landen het gebruik in zwang, dat grootgrondbezitters als vorsten of bisschoppen kleinere stukken van hun grondgebied in bruikleen of vruchtgebruik gaven aan derden, leenman of vazal genoemd, in ruil voor het leveren van diensten. De vazal was bijvoorbeeld verplicht de heer als gewapend ruiter (ridder) bij te staan met manschappen ten tijde van oorlog. Hieruit ontwikkelde zich het systeem van het feodalisme dat in heel Europa eeuwenlang de onderlinge verhoudingen regelde. Het woord is afgeleid van het latijnse feodum dat leen betekent.

## Kerkelijk recht
Voor de vijfde eeuw was er alleen sprake van gezamenlijke inkomsten van een bisdom. Daarna werden bepaalde zaken voor het leven in leen gegeven aan geestelijken, die bij intreden in de kerk afstand moesten doen van alle persoonlijke bezittingen ten behoeve van de kerk. Dit groeide uit tot een geestelijk ambt (officium) met daaraan het recht op de inkomsten uit de prebende verbonden. De inkomsten waren afkomstig uit de opbrengsten van schenkingen en erfenissen, bijvoorbeeld in de vorm van gronden, door gegoede burgers verricht om hun zonden af te kopen (aflaat). Dit kon bijvoorbeeld een altaar zijn van een schuttersgilde of broederschap. Vanuit de Kerk werd uitgedragen dat God deze mogelijkheid bood. Overdracht van het goed vond plaats door middel van een speciale mis bij een daartoe bestemd altaar. Ging het om een schenking die na dode zou moeten worden geëffectueerd, vond de overdracht op het altaar bij leven plaats aan een geestelijke, die er dan na overlijden zorg voor zou dragen dat het geschonken vermogen en de goederen niet bij de erfgenamen terecht kwamen maar bij de kerk, deze persoon heette exécuteur testamentaire.
Een vicarie is in het algemeen een beneficium ecclesiasticum. Deze stichting werd - naast het wereldlijke recht - ook beheerst door het geestelijke recht. Er waren vicarieën waarvan het inkomen bestemd was voor een priester of predikant en die vroeger niet met zielzorg waren verbonden (vicarieën sine cura animarum). Voorts maakte het verschil of een leek de bestuurder was (vicarie patronatus laicalis) of de pastoor. De geestelijke die de mis opdroeg werd de beneficiant of drager van het beneficie genoemd.
Indien sprake was van een beneficium simplex hoefde de drager van het beneficie geen priester te zijn, doch hoefde slechts de tonsuur te hebben ontvangen, dus geestelijke te zijn. In dit geval moest hij een priester aanwijzen die de mis opdroeg, maar de beneficiant verwierf de inkomsten. Hij moest dan wel de onkosten vergoeden voor het gebruik van de kerk.
De beneficiant werd geïnstalleerd in een plechtigheid waarbij hij, in het bijzijn van twee getuigen, de vier hoekpunten van het altaar moest aanraken, alsmede de kelk, het missaal en de ornamenten.
Door de confiscatie van kerkelijke goederen tijdens de Franse Revolutie werden de meeste beneficies afgeschaft. Met de invoering van het kerkelijk wetboek van 1917 vermeerderde dit aantal weer. Tegenwoordig zijn de geestelijken echter niet meer aangewezen op het beneficiaal systeem.